# 西南赫特福德郡 (英國國會選區)
西南赫特福德郡（英語：South West Hertfordshire），英國國會一郡選區，包括英格蘭東部赫特福德郡三河區和代科勒姆一部。始設於1950年。
本區自創設以來一直支持保守黨。2010年大選中大衛·高克以54.2%選票勝出該區連任成功。